# أبرافاسي غات
أبرافاسي غات وهي كلمة هندية وتعني مركز المهاجرين. وهو عبارة عن بناء معقد متوضع في بور لويس عاصمة جزيرة موريشيوس في المحيط الهندي. وكانت أول مستعمرة بريطانية تستقبل عمال بالعقد طويل الأمد أو بالتعاقد القصير من الهند. وقد استقبلت من سنة 1849 إلى 1923 نصف مليون عامل بالسخرة كانوا قد مروا من أبرافاسي غات وليتم نقلهم كعاملين مزارعين في شتى أنحاء الإمبراطورية البريطانية. بقيت للهجرة الواسعة النطاق للعمال أثرا لا يمحى على المجتمعات في العديد من المستعمرات البريطانية السابقة، حيث يشكل الهنود نسبة كبيرة من سكانها.
ففي مريشيوس وحدها تصل كثافة الهنود حالياً 68% من نسبة السكان حالياً. وبذلكن أصبحت أبرافاسي غات نقطة مرجعية هامة في هوية وتاريخ موريشيوس.
لم تتم مراقبة التخطيط العمراني لأبرافاسي غات خلال النصف الأول من القرن العشرين. مما أدى إلى بقاء ثلاث أبنية حجرية فقط من المجمع المعقد. ويوجد الآن تشريع باعتباره نصب وطني بموجب التشريع الوطني لموريشيوس. وقد أعترف بدوره الاجتماعي من قبل منظمة يونسكو في سنة 2006 باعتباره إحدى مواقع التراث العالمي. وهذا الموقع حالياً تحت إدارة الصندوق الاستنمائي لأبرافاسي غات، وتوجد جهود لإعادة الأبنية المتبقية لما كانت عليه في سنة 1860. ويعتبر هو أول موقع في موريشيوس ضمن قائمة التراث العالمي ويوجد موقع ثاني دخل سنة 2009 هو شبه جزيرة لي مورني برابانت

## الاسم
تم استخدام اسم أبرافاسي غات منذ سنة 1987 وهي ذات أصل هندي بمعنى مركز المهاجرين. ومعنى كلمة أبرافاسي هي مهاجر بينما تعني الترجمة الحرفية لكلمة غات واجهة، والتي تعكس صورة بنية البناء المواجه للمحيط. وهو علامة رمزية للانتقال بين النمط القديم لحياة المهاجرين والنمط الجديد. كما يوجد اسم بديل وهو كولي غات بمعنى عامل زراعي وهذا الاسم ينوه إلى الوظيفة البنيوية لهذا البناء باعتباره مركز تجميع العمال الزراعيين. وهذا الاسم اطلقه عليه المهاجرون.
ويظهر استخدام الأسماء الهندية في موريشيوس التأثير الكبير للتركيبة السكانية الهندية البالغة أكثر من 60%  وهو نتيجة مباشرة عن دخول اليد العاملة الهندية عبر أبرافاسي غات.

## معرض

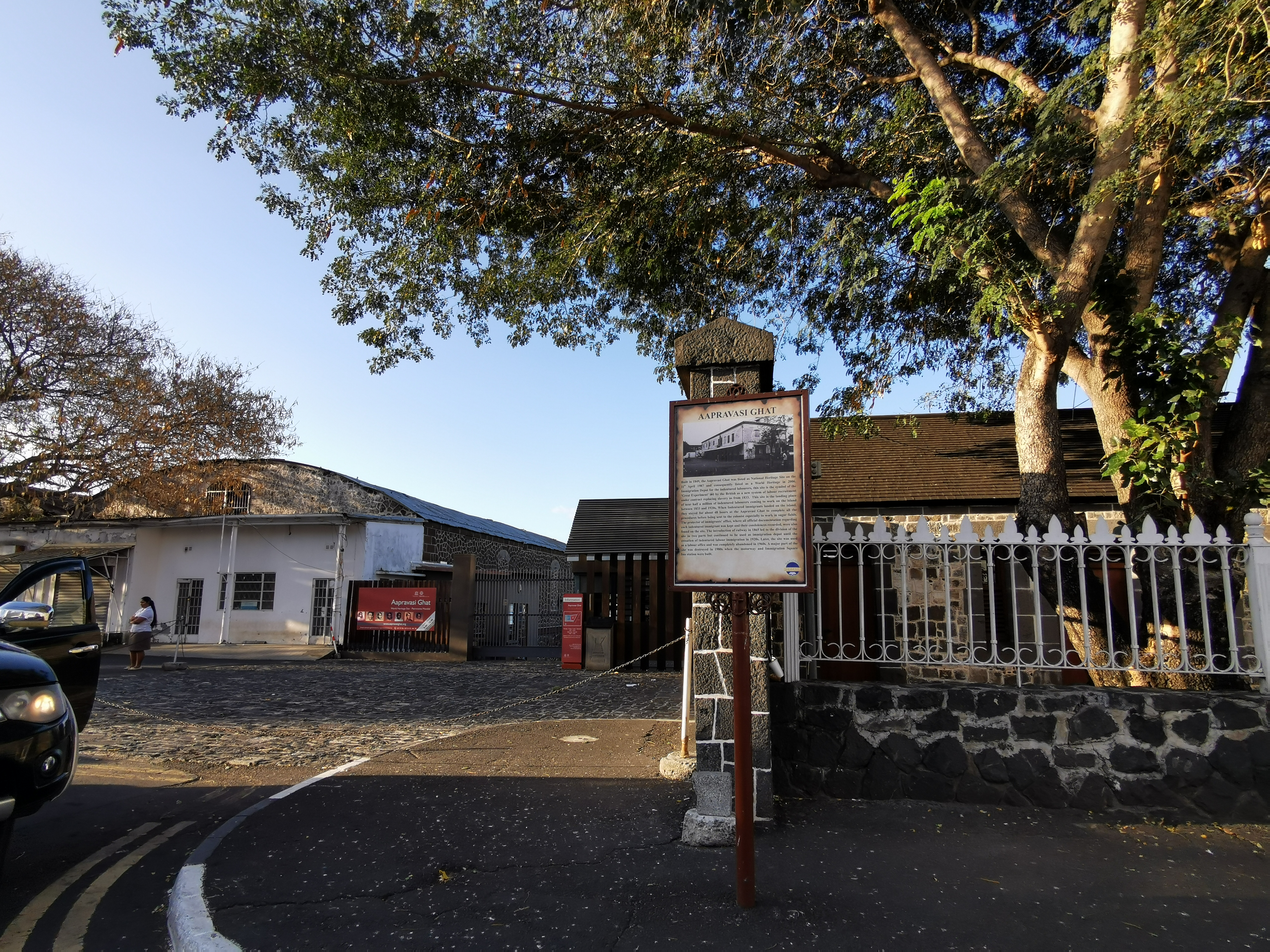
أبرافاسي غات 1
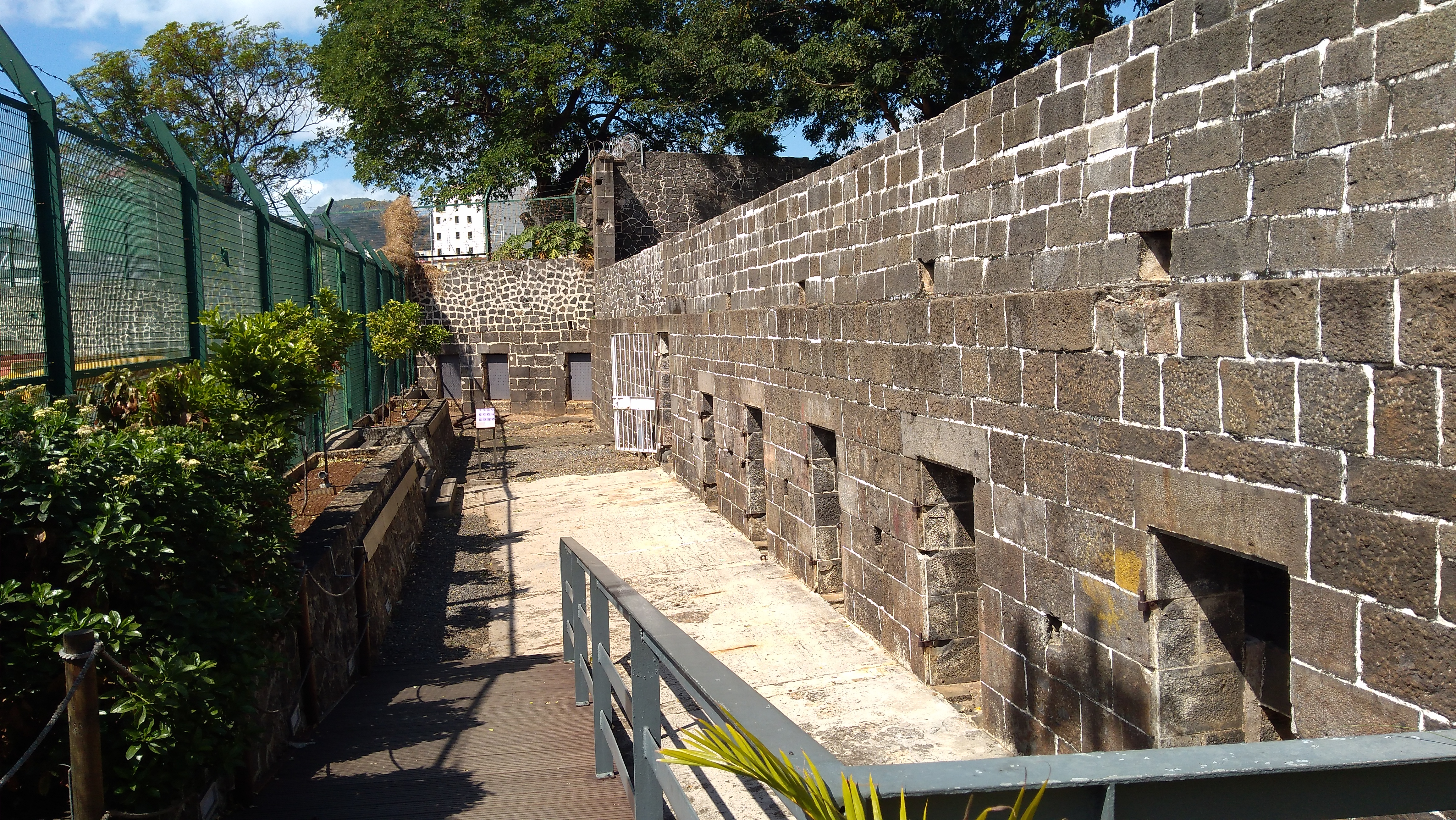
متحف المدينة
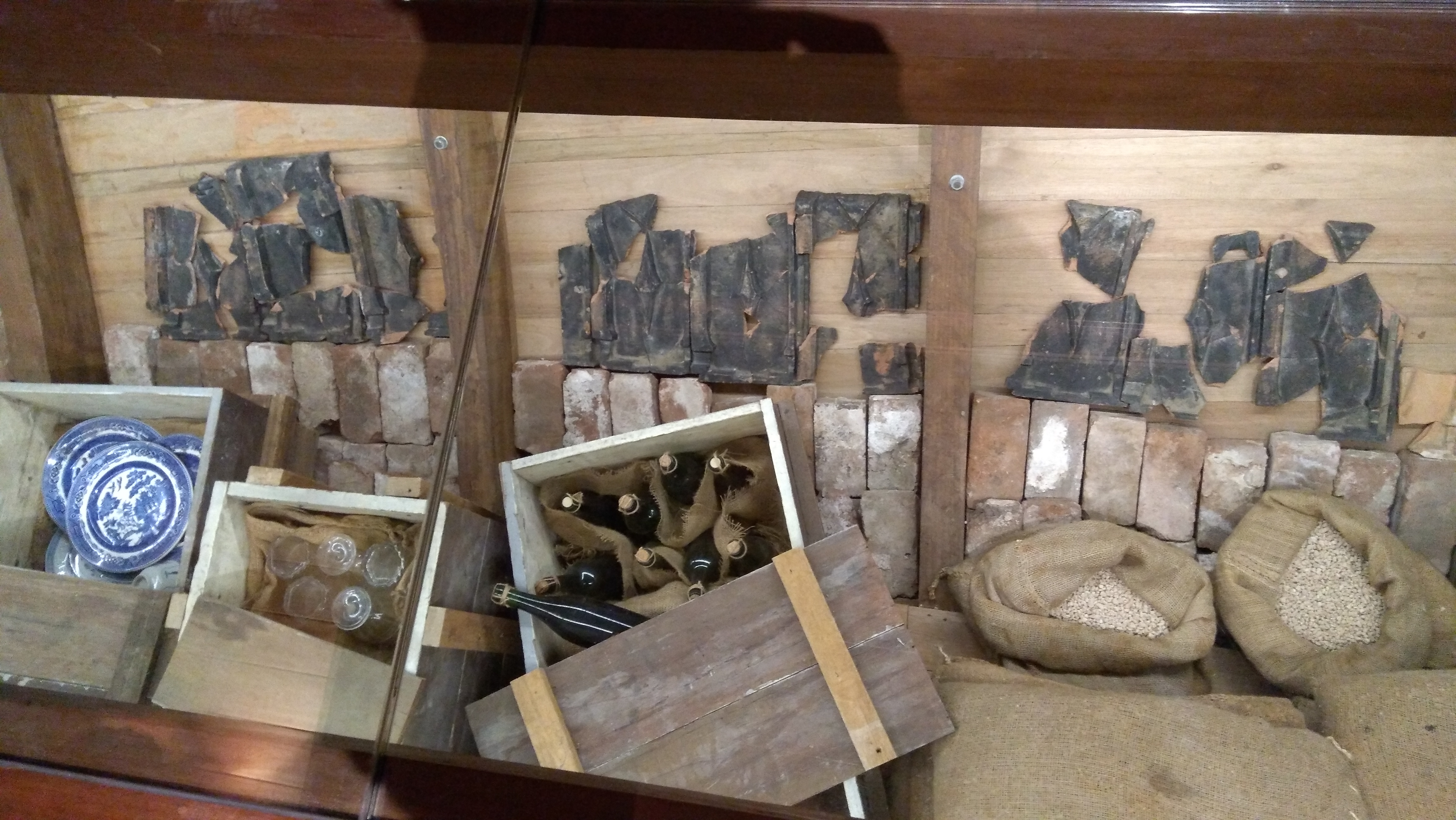
مجموعة تاريخية في محف المدينة
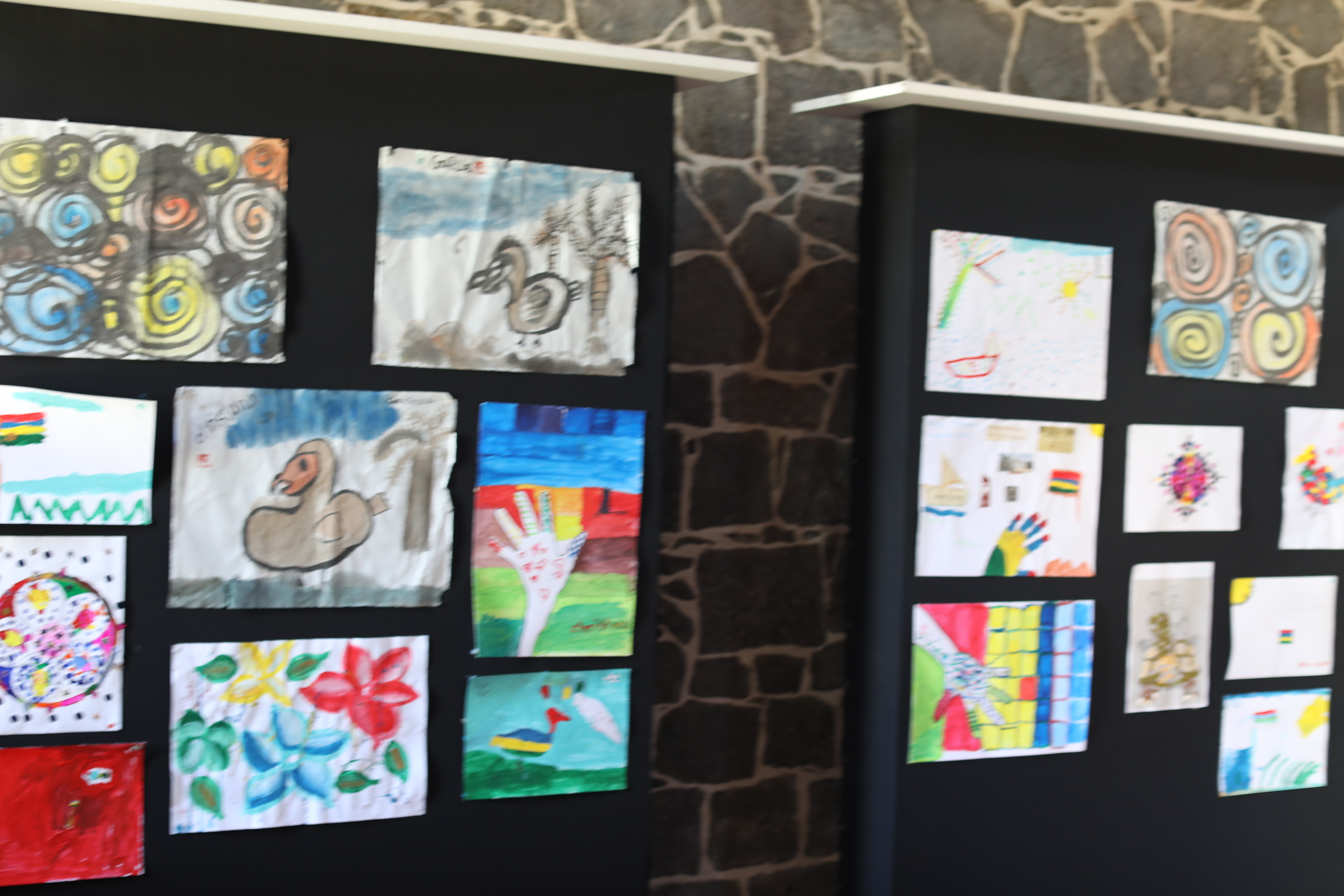
لوحات في متحف المدينة
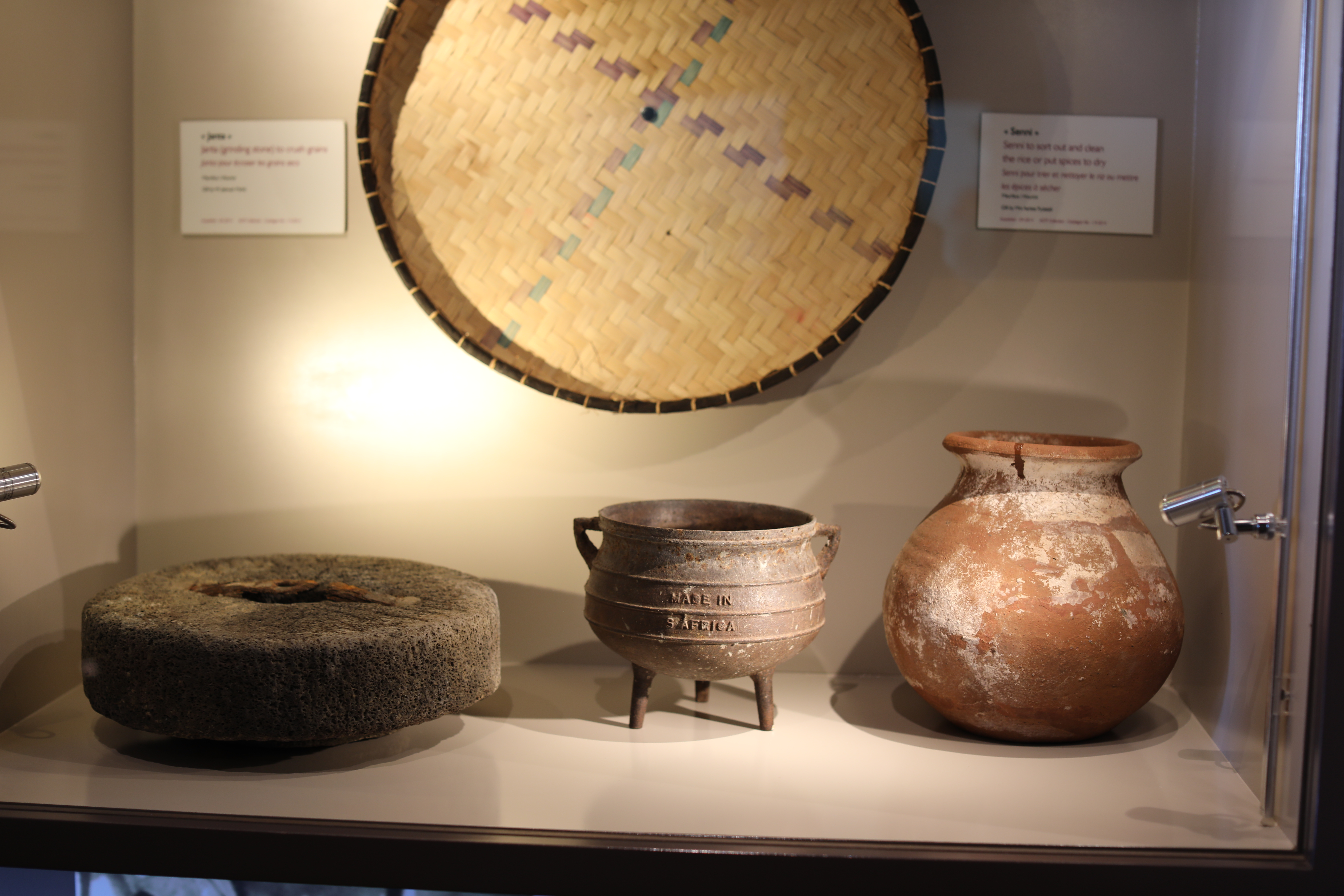
آثار في المتحف

## الموقع

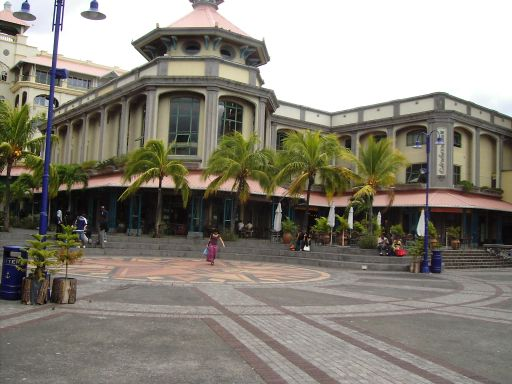
مركز كاودان واترفرونت.

بني أبرافاسي غات على الجانب الشرقي من خليج تور فانفارون والواقع ضمن عاصمة جزيرة موريشيوس بور لويس. يحتوي البناء التاريخي حالياً على ثلاث أبنية جزئية متبقية والتي يرجع تاريخ بنائها إلى سنة 1860. وتتألف الأبنية من بوابة المدخل الرئيسي وبقايا مشفى وبقايا مساكن الخدم. تمثل الآثار الباقية والتي تغطي مساحة قدرها 1640 م2 أقل من نصف البناء الذي شيد في سنة 1860.
أدى إصلاح الأراضي نتيجة التوسع المعماري إلى إزالة أجزاء من أبنية أبرافاسي غات، وقد تم تطوير مركز كاودان واترفرونت كمركز تجاري وسياحي هام وهو يقع خلف أبرافاسي غات

## التاريخ

### خلفية تاريخية
كانت الأرض التي أنشأت عليها أبرافاسي غات (خليج تور فانفارون) نقطة البداية لشركة الهند الشرقية الفرنسية التي حازت على حقوق ملكية موريشيوس في سنة 1721. وقد تم استيراد الرق من أفريقيا والهند لبناء مشفى وجدار دفاعي خلال الحقبة الأولى للمستعمرة. ومع حلول منتصف القرن الثامن عشر تطورت زراعة قصب السكر وأصبحت تحتل مركز هام في جزيرة موريشيوس.
انتقلت السيطرة على موريشيوس للإمبراطورية البريطانية خلال حروب نابليون سنة 1810 بموجب تسوية معاهدة باريس سنة 1814، في وقت كان نفوذ الإمبراطورية يتوسع في المحيط الهندي. وأدى الاهتمام التجاري البريطاني إلى ارتفاع إنتاج السكر والذي أصبح من أهم السلع التجارية في أوروبا في منتصف القرن الثامن عشر. وقد تم تطوير البنية التحتية في شتى أنحاء الإمبراطورية ولاسيما في بور لويس كميناء حر على وجه الخصوص.

ثورة 1835 في الهند وتظهر تمركزها في الولايات الشمالية.

طرحت قوانين إلغاء العبودية في المستعمرات الأوربية سنة 1834 مشكلة في عملية إنتاج السكر، وهي من العمليات الإنتاجية التي كانت تعتمد بشكل كبير على الرقيق. لينشأ طلب على أيدي عاملة رخيصة، في حين كان الرقيق يتفاوضون على أجور أعلى وظروف معيشية أفضل. وكنتيجة لذلك تصورت الحكومة البريطانية خطة بديلة في إحلال قوى عاملة من أنحاء محتلفة في العالم بالقوة العاملة الإفريقية. وأحضرت الموجة الأولى من العاملين الزراعيين بعض الجزر البرتغالية مثل جزر ماديرا إضافة إلى رقيق من الولايات المتحدة وفقراء من الصين. وعلى الرغم من تغير إثنيات العمال إلا أن ظروف المعيشة بقيت صعبة وفي النهاية لم يستطع العمال أن يصمدوا في زراعة كاسافا والإقامة.
وبمرور الوقت أصبح العمال الهنود ذو قدرة على تحمل الأعباء الافتصادية نظراً للظروف الاقتصادية في الهند وخاصة بعد ثورة الهند سنة 1857، والتي أدت إلى تدمير الأجزاء الشمالية من البلاد. واعتبر أيضا أن الهنود يعملون بجد وفقرهم يتناسب أساساً مع العمالة الزراعية، وقادرين على العمل الجاد في ظل الأجور المنخفضة.
وبالتالي توفير مصدر ضخم محتمل للعمالة الرخيصة. وأصبح برنامج العقود طويلة الأمد معروفاً، والذي دعى هؤلاء العمال المحتملين، بموجب عقد مخطط لطبيعة العمل، ليتم نقلهم إلى مزارع في مختلف أنحاء الإمبراطورية لتوفير القوى العاملة اللازمة للزراعة. وكان هذا النظام يقضي بعمل العمال المحتملين على العمل لفترة محددة من الوقت في مقابل تكلفة المرور والإقامة وأجور قليلة جداً لازمة لأساسيات الحياة.

### عمال العقد طويل الأمد في موريشيوس
أصبحت موريشيوس محل تركيز الإمبراطورية البريطانية بسبب الدور الاقتصادي لمزارعها والقدرة على التوسع في هذه المزارع على العكس من غرب الهند والتي استنزفت.
أصبحت مزارع قصب السكر التي أنشئت في جميع أنحاء منطقة البحر الكاريبي غير قادرة على المنافسة الاقتصادية بعد أن أثبت الشوندر السكري بعد أن ثبت أنه بديلا مجدياً وأرخص من قصب السكر، في حين بقي الآلاف من عمالها المتعاقدين والعبيد في تخبط. [ وبالإضافة إلى ذلك قرب الجزيرة من الهند كانت ميزة إضافية.

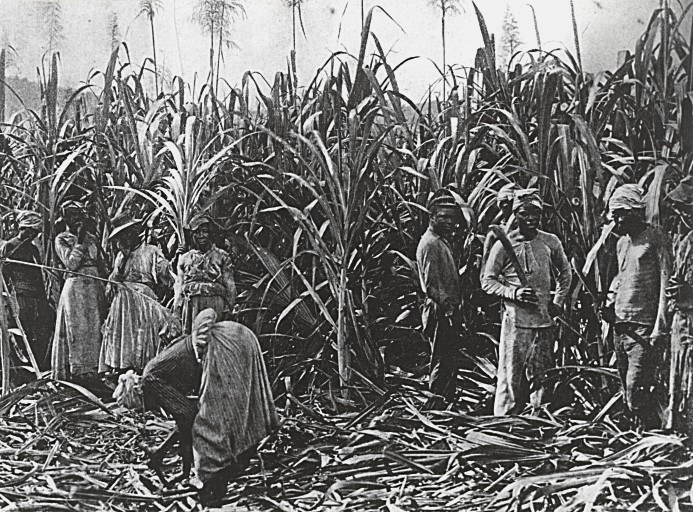
مزارع السكر في جزيرة ريونيون، التي تلقت أيضا عددا كبيرا من عمال العقود في أواخر 1800.

وفي أول هجرة لعمال العقود طويلة الأمد والتي حصلت ما بين 1834 إلى 1849. لم يتم إنشاء إي مركز ثابت لإستقبال هؤلاء المهاجرين.
وأدى وصول آلاف المهاجرين سنوية إلى الجزيرة إلى لفت الانتباه إلى النقص في عدم وجود منشآت مخصصة لذلك. أختير مبنى يعود تاريخها إلى الإدارة الفرنسية في في 1849 باعتباره أساساً هيكلياً لبناء مجمعلتصبح مركز دائم للهجرة. وتسارعت عمليات توسيع أفارسي غات استجابة للعدد الكبير من المهاجرين. واستمر هذا حتى 1857، عندما توسع على حساب كل الأراضي المتاحة. وسمحت المساحة الكافية للمرفق بالتعامل مع ما يصل إلى 1000 عامل محتمل وصوله في أي وقت. وأجريت تعديلات مستمرة علاوة، لأغرض الخدمة والراحة والنظافة والنقل.
أدى انتشار وباء الملاريا في سنة 1860 إلى ابتعاد الرحلات التجارية عن المستعمرة. مما أدى إلى تراجع هجرة العمال وفق هذه العقود، وبلغت ذروتها في عام 1923، عندما توقفت تماماً. بحلول ذلك الوقت، كان قد مر ما يقارب ب 450000 عامل بعقود طويلة الأمد من الهند من خلال أبرافاسي غات.

### حماية البناء
قام البناء بالهدف المراد منه مع نهاية الهجرة بالعقود. ومنذ عام 1923، تم وضع المباني لاستعمالات أخرى. وظلت الهياكل موجودة حتى 1970عام، عندما تم بناء محطة للحافلات وطريق السريع مقابل أدى إلى هدم بعض المباني التابعة للبناء.
رجع الاهتمام بأبرافاسي غات منذ سنة 1980 وقد أثار هذا الاهتمام زيارة أنديرا غاندي لهذا المجمع سنة 1970. ونتج عن هذا الاهتمام إعلان هذا المجمع كموقع تراث وطني سنة 1987 من خلال التشريع الوطني للتراث. وقد بدأ مشروع المشاهد على جزء من الموقع ولتبدأ سلسلة من أعمال الترميم في سنة 1990. أدى عدم وجود خطة حفظ رسمية أو نظرة أثرية منهجية إلى التشكيك في وثوقية هذا الموقع التاريخية. وفي عام 2001 أنشئ الصندوق الاستئماني لأبرافاسي غات لإدارة الموقع. وتشمل مسؤولياتها الإشراف على الحفريات وتنفيذ الإجراءات التصحيحية في الترميم التي تمت بشكل عشوائي منذ سنة 1990. وخلال أعمال الترميم السابقة تم إعادة بناء سقف المشفى من مواد حديثة وباستخدام التقنية الإصلية في الجير في إعادة بناء وترميم الجدران الصخرية. ووضعت إستراتيجية للتوثيق الأثري والاكتشافات، وكذلك الحفاظ على القطع الأثرية الموجودة. وتهدف هذه الجهود إلى الحفاظ على الموقع ومحاولة استعادة مظهره سنة 1860.
تم تغيير اسم الموقع رسميا إلى اسمه الحالي والمستمد من اللغة الهندية. وكان تغيير الاسم لا يخلو من الجدل. على الرغم من أن كان من المفترض أن تعبر عن الأغلبية الهندية من عمال العقود طويلة الأمد.

## المرافق
أدى عدم التحكم بالتطور المعماري إضافة إلى توقف وظيفته كمركز استقبال للمهاجرين بعد توقف عمالة العقود بالوفود إلى تأخر مبادرة الحفاظ وترميم المبنى حتى ثمانيات القرن العشرين ولم يتبقى سوى أجزاء قليلة منه. يقدر الخبراء أن ما تبقى هو 15 % من المبنى الأساسي. وقد ساعدت الأدلة الأثرية والصور والمخططات على تخيل ما كان عليه البناء ومحاولة إعادة إعماره.
ما زالت سلسلة السلالم المؤلفة من 14 سلم حجري التي تصل المهاجرين الواصلين عن طريق الميناء إلى المركز قائمة حتى الآن.
أما جدران الحماية فهي عبارة عن جدران صخرية ملبسة بالفسيفساء على طول الميناء. توجد وراء السلالم الحجرية البناء والذي كان في مركز الساحة، وكان يتميز بسقوف صلصالية على النمط الفرنسي، من أجل تأمين تهوية وعزل حراري وأرضيات من البيتومين. وكان البناء يشهد عمليات توسع مستمرة لاستيعاب الأعداد المتزايدة من المهاجرين، فقد تم تركيب ألواح لتشكل جدران فاصلة بين الغرف في نهاية عام 1850. بحلول عام 1865، أدى احتياجات النقل لبناء خط للسكك الحديدية، وقسمت مركز المهاجرين إلى قسمين. وشيدت جدران غرف على طول المسار.
وما تزال البوابة المؤلفة من قوس حجري منتصبة حتى الآن. وقد بنيت سنة 1865 ويوجد بجاورها بناء المشفى المؤلف من 7 غرف مخصصة لإقامة الموظفين متضمنة غرفة الحرس والمطبخ وغرفة الجراحة ومراحيض الموظفين. ولم ينجوا منها سوى غرفة الحرس وغرفة الجراحة وقد وجدت بقايا المطبخ والمراحيض. وفي سنة 2000 تم إعادة بناء سقف المشفى. عادةً كان يمكث المهاجرين ثلاث أيام في هذا المركز ليتم نقلهم بعد ذلك إلى المزارع المخصصة لإنتاج السكر. تتضمن المساكن مطبخ، بينما توجد مراحيض المهاجرين في مساكن منفصلة بجانب منطقة الاستحمام.

## التشريعات

### صناعة السكر في موريشيوس
أدت قوانين تحرير العبيد في موريشيوس إلى تدمير الزراعة المتعلقة بإنتاج السكر، لكن بناء أبرافاسي غات من أجل استقبال العمال المهاجرين وفق عقود عمل السخرة إلى إعطاء حياة جديدة لهذه الزراعة. ومن خلال هذا البناء تم استقبال الإيدي العاملة وتوزيعهم على أنحاء المستعمرات البريطانية مما وفر سلسلة لا نهائية من العمالة الرخيصة. قاد هذه إلى ثورة في إنتاج السكر وزيادة في حجم الإنتاج، مما جعل من موريشيوس أهم مستعمرة بريطانية منتجة للسكر، وتصدر 7,4 % من الإنتاج العالمي الكلي في فترة 1850.
اعتمدت موريشيوس على إنتاج السكر لدعم اقتصادها خلال أوائل القرن 20. وازدهر الاقتصاد خلال الحرب العالمية الأولى، عندما تناقصت إمدادات السكر والتي أدت إلى ارتفاع سعر السكر في الأسواق. لكن مالبثت أن تراجعت أسعار السكر في سنة 1930 بسبب الكساد، أدت الزراعة أحادية المحصول وإلغاء نظام العمل بالسخرة إلى ضعف في اقتصاد موريشيوس، وبلغت ذروتها في الاضطرابات العمالية في عام 1937. أدت الحرب العالمية الثانية إلى زيادة تفاقم الوضع. نتيجة لهذه الأوضاع، اتخذت إجراءات لتنفيذ إصلاحات اقتصادية لتنويع الإنتاج الزراعي وتطوير الصناعات الأخرى، ابتداء من عام 1945. تمثل عائدات القطاع الزراعي في موريشيوس في منتصف 1990s، فقط ثمن الناتج القومي الإجمالي البلاد، على الرغم من أن إنتاج السكر لا يزال يشكل ثلث عائدات التصدير، ويحتل نحو 80 في المئة من مجموع الأراضي الصالحة للزراعة

### النظام العالمي لعمال العقود

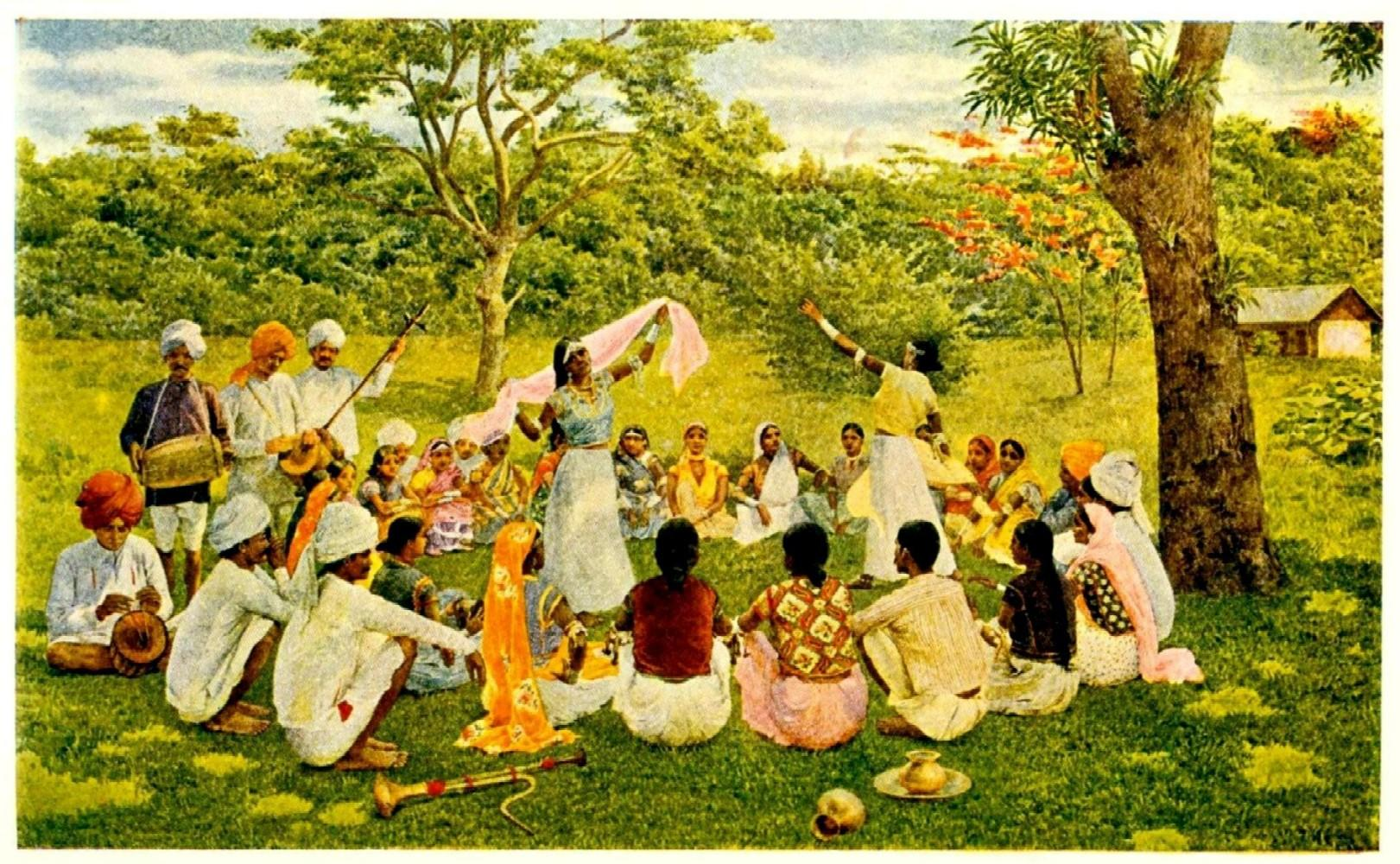
تجمع لهنود مزارعين في أحد مزارع السكر.

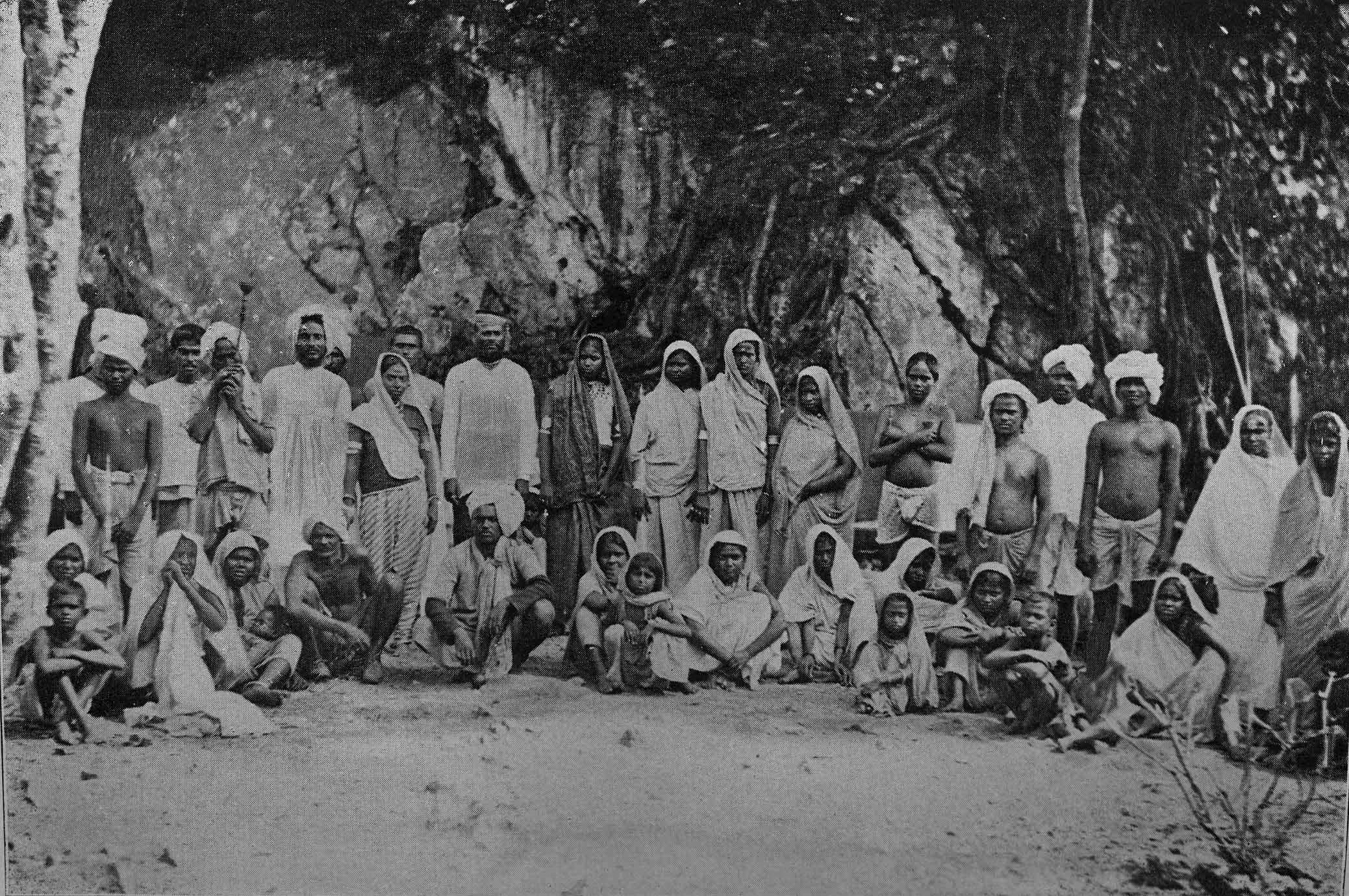
وافدين هنود جدد لإحدى جزر الكاريبي.

لم تكن موريشيوس أول مكان لاستقبال عمال بعقود عمل طويلة الأمد. ففي القرن السابع عشر وصلت أعداد كبيرة من العمالة الأوربية بموجب عقود العمل هذ إلى مستعمرات بريطانية في أمريكا والتي عرفت في ذلك الوقت بالمستعمرات الثلاث عشر. وتشير التقديرات إلى أنه بحلول القرن 18 بأن أكثر من نصف السكان من المهاجرين البيض في المستعمرات الإنكليزية في أميركا الشمالية قد وصلوا بعقود العمل طويلة الأمد. غلا أن نطاق التنظيم الذي تم العمل فيه في موريشيوس لم يسبق له مثيل. وسرعان ما انتشرتعلى الفور في جميع أنحاء مستعمرات الامبراطورية البريطانية، وكان يحتذى من قبل القوى الأوروبية الأخرى، بالإضافة إلى عمل العامل الهندي في مجالات مختلفة مثل المناجم وبناء السكك الحديدية.
ألغي نظام العقود طويلة الأمد بشكل عالمي في عام 1918، على الرغم من أنه بقي مستمر به في موريشيوس حتى سنة 1923. تم استقبال خلال تلك الفترة حوالي 1.2 مليون عامل هندي في أرجاء المستعمرات البريطانية وقد استقبلت أبرافاسي غات وحدها حوالي نصف مليون عامل. وهكذا يعتبر أبرافاسي غات ذو دور كبير في توزع القوى العاملة الشتات، وأدى إلى المحافظة على اقتصاديات المستعمرات إضافة إلى زرع هوية ثقافية اجديدة. لذلك توجد نسبة كبيرة من الهنود في دول البحر الكاريبي وجنوب أفريقيا وجزر المحيط الهادئ.

### المجتمع الموريشيوسي

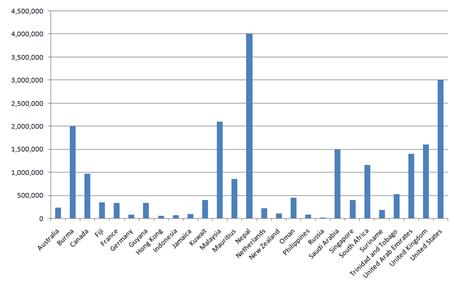
تقدير للمهاجرين الهنود وفق البلد سنة 2008.

وصلت أغلبية العمالة الهندية من الولايات الشمالية لشبه الجزيرة الهندية ومن أهم هذه الولايات ولاية بيهار وأتر برديش. حيث كانت هذه المناطق في حالة اضطراب عقب ثورة 1857. وجاءت نسبة أصغر من المهاجرين من ولاية ماهاراشترا وتاميل نادو. والمهاجرين الهندي التي مرت عبر الجزيرة تركت علامة مميزة لمجتمع موريشيوس. لم تشكل نسبة العمال الهنود الواصلين إلى موريشيوس إلا أقل من 4% حتى عام 1835، لكن هذه النسبة نمت بشكل كبير لتصل سنة 1860 إلى أكثر من 66% من سكان موريشيوس. وقد استقبلت هذه المستعمرة نسبة عالية من العمالة الهندي مما أدى إلى تغيرات كبيرة في التركيب الديموغرافي لسكان هذه الجزيرة في فترة قصيرة من الوقت أكثر من أي من المستعمرات البريطانية الأخرى المنتجة للسكر. يصل اليوم عدد السكان ذوي الأصول الهندية إلى 1220000 أو 68 في المئة من السكان. وبالمقارنة وبالعودة إلى سنة 1806 وعندما كانت الجزيرة خاضعة للحكم الفرنسي أظهر الإحصاء أن عدد الهنود كان 6,162 شخص.

نصب لسيووغور رامغولام أول رئيس وزراء من أصل هندي.

فيما بعد عام 1840 نجح العمال المهاجرين الذين أنهوا عقد عملهم ووفروا بعض النقود من شراء بعض الأراضي الزراعية الصغيرة ومعظم هذه الإراضي كانت بعيدة عن مزارع السكر ليستقروا بشكل دائم في موريشيوس. أدى هذا إلى ظهور طبقة جديدة من الفلاحين في المناطق الريفية. وكانت بعضهم ذوي مهارات محدودة لا تعرف سوى العمل في الزراعات الصغيرة لكسب لقمة العيش، في حين أن آخرين كانوا قادرين على العمل، في التجارة أو كباعة متجولين.
ازداد غناء بعض الفئات من الهنود في المناطق الريفية ومع إزديادأهمية صناعة السكر في القرن 20. أصبح بارونات السكر يكافحو لبيع أجزاء من ممتلكاتهم إلى التجار الهنود في ما أصبح يعرف باسم حركة موريشيليسم الكبرى. وهكذا أصبح الهنود أول من أمتلك الأراضي من غير البيض.
بلغت أملاك الهنود من أراضي موريشيوس 40 % من الأراضي الصالحة للزراعة في سنة 1920. ليسيطروا في نهاية المطاف على جزء كبير من الاقتصاد الزراعي، مما أدى إلى نمو القرى الريفية وارتفاع أعداد البرجوازية المرثرة على السياسة العامة في الجزيرة ضمن مرحلة ما بعد الاستعمار.
وفي الوقت نفسه، كان معظم المهاجرين الهنود من الجيل الثاني، قد تعرضوا للثقافات الأجنبية فكانوا أكثر انسجاماً مع السياسات البريطانية، وقادرة على العمل خارج القطاع الزراعي. كانوا يعملون كمهنيين مهرة تلقوا تعليمهم في الغرب من قبل البريطانيين. وحملوا على حصة كبيرة من الوظائف المكتبية البيروقراطية. ليحققوا مناصب محترمة مع بداية القرن 20.
كما حصل انسجام بين الإثنيات المختلفة كالصينيين والأفارقة وأصبحت الاحتفالات والمهرجانات الهندوسية جزءاً من تقويم موريشيوس، كما أقيم احتفال ديني هندوسي سنوي في اليوم الثاني من نوفمبر، ليعتبر عيداً وطنياً لاحياء ذكرى وصول العمال بالعقود طويلة الأمد إلى ابرافاسي غات.